# Anna Cavazzini
Anna Cavazzini, née le 12 décembre 1982 à Schlüchtern, est une femme politique allemande. Membre de l'Alliance 90/Les Verts (Die Grünen), elle est députée européenne depuis 2019.

## Biographie

### Formation
Anna Cavazzini étudie à l'université de technologie de Chemnitz. Pendant ses études, elle rejoint Grüne Jugend, l'organisation de jeunesse des Verts. Elle est alors membre du conseil national et fédéral de cette organisation.

### Carrière politique
De 2009 à 2014, Anna Cavazzini travaille comme assistante parlementaire de l'eurodéputée Ska Keller avant de rejoindre Brot für die Welt, une organisation caritative dirigée par des églises protestantes allemandes. 
Elle est élue députée européenne en mai 2019 et reélue en 2024. Le 26 octobre 2020, elle est élue présidente de la commission du marché intérieur et de la protection des consommateurs et réélue en 2022 et 2024.